# 新西兰共和主义
新西兰共和主义是一种政治立场，主张将新西兰的政体由君主立宪制改为共和制。
新西兰共和主义起源于19世纪，但在20世纪末之前一直属于边缘运动。目前主要的共和主义游说团体“新西兰共和国”成立于1994年。
当代新西兰关于共和制的讨论主要集中在宪政改革以及新西兰独立的问题上。王室根据《怀唐伊条约》所承担的义务，以及相关的条约赔偿程序，被认为是建立新西兰共和国所需面对的宪政议题之一。大多数共和国支持者主张建立议会共和制，让国家元首与政府首脑分离，并赋予国家元首有限的权力。
由于新西兰的宪法并未成文，因此可以通过立法、由议会简单通过一项法案来建立共和国。人们普遍认为，这一变革将仅在举行全国公投后才会发生。已有数位总理和总督表明自己支持共和主义，但至今尚无任何一届政府在推行共和制方面采取过实质性步骤。